# The Rolling Stones European Tour 1982
Trzydziesta czwarta trasa koncertowa w historii brytyjskiej grupy The Rolling Stones. Była to kontynuacja długiej i zakończonej finansowym sukcesem poprzedniej trasy koncertowej. Było to ostatnia trasa przed siedmioletnią przerwą w koncertowaniu spowodowaną narastającym konfliktem na linii Jagger/Richards.

## Repertuar koncertów
1. "Under My Thumb"
2. "When the Whip Comes Down"
3. "Let's Spend the Night Together"
4. "Shattered"
5. "Neighbours"
6. "Black Limousine"
7. "Just My Imagination (Running Away with Me)"
8. "Twenty Flight Rock"
9. "Going to a Go-Go"
10. "Chantilly Lace"
11. "Let Me Go"
12. "Time Is on My Side"
13. "Beast of Burden"
14. "Let It Bleed"
15. "You Can't Always Get What You Want"
16. "Little T&A"
17. "Tumbling Dice"
18. "She's So Cold"
19. "Hang Fire"
20. "Miss You"
21. "Honky Tonk Women"
22. "Brown Sugar"
23. "Start Me Up"
24. "Jumpin' Jack Flash"
25. "(I Can’t Get No) Satisfaction"

Od lipca 1982 "Chantilly Lace" and "Let It Bleed" zostały zastąpione przez balladę "Angie".

## The Rolling Stones
Zespół
- Mick Jagger – śpiew, harmonijka
- Keith Richards – gitara, wokal wspierający
- Ronnie Wood – gitara, wokal wspierający
- Bill Wyman – gitara basowa
- Charlie Watts – instrumenty perkusyjne, perkusja

Dodatkowi muzycy
- Ian Stewart – fortepian
- Chuck Leavell – keyboard
- Bobby Keys – saksofon altowy
- Gene Barge – saksofon tenorowy

## Lista koncertów
| Data            | Miasto              | Kraj             | Miejsce                    |
| --------------- | ------------------- | ---------------- | -------------------------- |
| 26 maja 1982    | Aberdeen            | Szkocja          | Capitol Theatre            |
| 27 maja 1982    | Glasgow             | Szkocja          | Apollo Theatre             |
| 28 maja 1982    | Edynburg            | Szkocja          | Playhouse                  |
| 2 czerwca 1982  | Rotterdam           | Holandia         | Feijenoord Stadion         |
| 4 czerwca 1982  | Rotterdam           | Holandia         | Feijenoord Stadion         |
| 5 czerwca 1982  | Rotterdam           | Holandia         | Feijenoord Stadion         |
| 6 czerwca 1982  | Hanower             | Niemcy Zachodnie | Niedersachsenstadion       |
| 7 czerwca 1982  | Hanower             | Niemcy Zachodnie | Niedersachsenstadion       |
| 8 czerwca 1982  | Berlin Zachodni     | Niemcy Zachodnie | Waldbühne                  |
| 10 czerwca 1982 | Monachium           | Niemcy Zachodnie | Olympiastadion             |
| 11 czerwca 1982 | Monachium           | Niemcy Zachodnie | Olympiastadion             |
| 13 czerwca 1982 | Paryż               | Francja          | Hippodrome d'Auteuil       |
| 14 czerwca 1982 | Paryż               | Francja          | Hippodrome d'Auteuil       |
| 16 czerwca 1982 | Lyon                | Francja          | Stade Gerland              |
| 19 czerwca 1982 | Göteborg            | Szwecja          | Ullevi Stadium             |
| 20 czerwca 1982 | Göteborg            | Szwecja          | Ullevi Stadium             |
| 23 czerwca 1982 | Newcastle upon Tyne | Anglia           | St James' Park             |
| 25 czerwca 1982 | Londyn              | Anglia           | Wembley Stadium            |
| 26 czerwca 1982 | Londyn              | Anglia           | Wembley Stadium            |
| 27 czerwca 1982 | Bristol             | Anglia           | Ashton Gate                |
| 29 czerwca 1982 | Frankfurt           | Niemcy Zachodnie | Festhalle                  |
| 30 czerwca 1982 | Frankfurt           | Niemcy Zachodnie | Festhalle                  |
| 1 lipca 1982    | Frankfurt           | Niemcy Zachodnie | Festhalle                  |
| 3 lipca 1982    | Wiedeń              | Austria          | Ernst Happel Stadion       |
| 4 lipca 1982    | Kolonia             | Niemcy Zachodnie | Müngersdorfer Stadion      |
| 5 lipca 1982    | Kolonia             | Niemcy Zachodnie | Müngersdorfer Stadion      |
| 7 lipca 1982    | Madryt              | Hiszpania        | Estadio Vicente Calderón   |
| 9 lipca 1982    | Madryt              | Hiszpania        | Estadio Vicente Calderón   |
| 11 lipca 1982   | Turyn               | Włochy           | Stadio Comunale            |
| 12 lipca 1982   | Turyn               | Włochy           | Stadio Comunale            |
| 15 lipca 1982   | Bazylea             | Szwajcaria       | St. Jakob-Park             |
| 17 lipca 1982   | Neapol              | Włochy           | Stadio San Paolo           |
| 20 lipca 1982   | Nicea               | Francja          | Parc Des Sports De L’Ouest |
| 24 lipca 1982   | Slane               | Irlandia         | Zamek w Slane              |
| 25 lipca 1982   | Leeds               | Anglia           | Roundhay Park              |